# Prodeus
Prodeus — компьютерная игра в жанре шутера от первого лица, разработанная американской студией Bounding Box Software и изданная Humble Games. Игра была профинансирована с помощью успешной кампании на Kickstarter в апреле 2019. Релиз в раннем доступе состоялся 9 ноября 2020 года. Полноценный выпуск игры состоялся 23 сентября 2022 года.

## Геймплей
Разработчики описывают Prodeus как «старый и переосмысленный шутер от первого лица с использованием современных методов рендеринга». Геймплей напоминает классические шутеры от первого лица 1990-х, такие как Doom и Quake. В процессе игры игрок должен исследовать комплексные уровни, искать ключи для дальнейшей игры и вступать в бой с использованием разнообразного оружия. Чтобы помочь игроку найти путь, в игре есть автокарта, которая по функциональности похожа на те, что используются в таких играх, как Doom, Duke Nukem 3D и Metroid Prime.
Prodeus использует современный игровой движок чтобы дополнить опыт классических шутеров с визуальными эффектами, как динамическое освещение и эффекты частиц, интерактивные уровни, a gore system, и динамичный саундтрек[что?]. Хотя в игру можно играть с визуальными эффектами, игра имеет поддержку шейдеров, которые придают игре пиксельный вид, имитируя разрешение до 216p. В игре также есть возможность динамически преобразовывать модели врагов и предметов в спрайты, дополнительно имитируя ретро-опыт.

## Сюжет
Игрок принимает на себя управление осквернённым агентом Prodeus — загадочный создатель игрока и игрового мира. Единственная цель: уничтожить Prodeus и всё, что с ним связано.

## Разработка
Разработчики Майк Воеллер и Джейсон Мохика встретились, когда работали в Raven Software над Singularity. В 2017, Воеллер решил покинуть студию, чтобы реализовать идею ретро-шутера от первого лица (который, впоследствии, станет Prodeus). Примерно в это же время, Мохика воссоединится с Воеллером и покинет Starbreeze Studios, чтобы присоединится к проекту. Позже, они взяли Эндрю Халшалта для работы над саундтреком и Джоша «Dragonfly» О’Салливана из моддерского сообщества Doom для работы над левел-дизайном.
Prodeus был анонсирован в ноябре 2018 года. Трейлер для запуска и последующие демо геймплея были сделаны вместе с пре-альфа версией игры, показывающей типичный уровень.
Разработчики заявили, что участие сообщества с самого начала разработки является важным элементом игры. Для этого Prodeus включает встроенный редактор уровней. Любой владелец игры на ПК получает те же инструменты, которые разработчики использовали для создания уровней. Редактор создан специально для Prodeus и рассчитан на простоту использования и минимальные затраты по времени на освоение.